# Дупленська
Дупленська (рос. Дупленская) — залізнична станція у Коченевському районі Новосибірської області Російської Федерації.
Входить до складу муніципального утворення Дупленська сільрада. Населення становить 1025 осіб (2010).

## Історія
Згідно із законом від 2 червня 2004 року органом місцевого самоврядування є Дупленська сільрада.

## Населення
| 2002 | 2007  | 2010  |
| ---- | ----- | ----- |
| 1241 | ↗1265 | ↘1025 |